# Wellton
Ne doit pas être confondu avec Welton.
Wellton est une ville américaine située dans le comté de Yuma en Arizona.
Selon le recensement de 2010, Wellton compte 2 882 habitants. La municipalité s'étend sur 28,93 milles carrés (74,93 km2).

## Démographie
| Groupe            | Wellton | Arizona | États-Unis |
| ----------------- | ------- | ------- | ---------- |
| Blancs            | 79,3    | 73,0    | 72,4       |
| Autres            | 15,6    | 12,1    | 6,4        |
| Métis             | 2,9     | 3,4     | 2,9        |
| Afro-Américains   | 1,3     | 4,1     | 12,6       |
| Amérindiens       | 0,6     | 4,6     | 0,9        |
| Asiatiques        | 0,3     | 2,8     | 4,8        |
| Total             | 100     | 100     | 100        |
|                   |         |         |            |
| Latino-Américains | 36,0    | 29,7    | 16,7       |

Selon l'American Community Survey, pour la période 2011-2015, 83,04 % de la population âgée de plus de 5 ans déclare parler l'anglais à la maison , alors que 15,81 % déclare l'espagnol, 0,68 % le japonais et 0,48 % une autre langue.
| 1970 | 1980 | 1990  | 2000  | 2010  | - |
| ---- | ---- | ----- | ----- | ----- | - |
| 957  | 911  | 1 066 | 1 829 | 2 882 | - |